# Jadwiga Duch (lekkoatletka)
Jadwiga Duch (ur. ?) – polska lekkoatletka, sprinterka.

## Kariera
Mistrzyni Polski w sztafecie 4 × 100 metrów (1952), czas 51,4 był wówczas klubowym rekordem kraju.